# Могами (река)
Мога́ми (яп. 最上川 могами-гава) — река в Японии в префектуре Ямагата. Входит в тройку рек с самым быстрым течением в Японии вместе с реками Кума и Фудзи.
Река начинается на границе префектур Ямагата и Фукусима, под горой Нисиадзума (西吾妻山, высотой 2035 м). Могами протекает через город Йонедзава и течёт в северном направлении, в неё впадают реки Окитамасиракава (яп. 置賜白川, также Сиракава), Сукава (яп. 須川), Сагаэ (яп. 寒河江川). На территории города Синдзё она поворачивает на запад, объединяется с рекой Саке-гава (яп. 鮭川) и течёт через ущелье Могами. Ниже она выходит на равнину Сёнай и впадает в Японское море в городе Саката.
Длина реки составляет 229 км, на территории её бассейна (7040 км²) проживает около 960 тыс. человек. Согласно японской классификации, Могами является рекой первого класса. Бассейн реки занимает около 80 % территории префектуры. Средний расход воды — 250 м³/с.